# Валенсия (женский баскетбольный клуб)
«Рос Касарес Валенсия» (исп. Ros Casares Valencia) — женский баскетбольный клуб из испанского города Валенсия.

## Названия команды
- Дорна Годелла (исп. Dorna Godella)
- Рос Касарес Годелла (исп. Ros Casares Godella)
- Рос Касарес Валенсия (исп. Ros Casares Valencia)

В 2012 году команда «Рос Касарес» (Годелья) распустила свой взрослый состав и в мае 2014 года была интегрирована в структуру только созданного клуба «Валенсия» (исп. Valencia Basket).

## Титулы
Международные
- Евролига: 1992, 1993, 2012
  - Финалист Евролиги: 1994, 1995, 2007, 2010
- Кубок Европы: 2020/21
- Суперкубок Европы: 2021

Национальные
- Женская Баскетбольная Лига Испании: (15) 1991, 1992, 1993, 1994, 1995, 1996, 2001, 2002, 2004, 2007, 2008, 2009, 2010, 2012, 2023
- Кубок Женской Баскетбольная Лига Испании: 2002, 2003, 2004, 2007, 2008, 2009, 2010
- Суперкубок Испании: 2004, 2005, 2007, 2008, 2009, 2010